# Elisabeta, Ducesă de Hohenberg
Prințesa Elisabeta, Ducesă de Hohenberg (Elisabeth Hilda Zita Marie Anna Antonia Friederike Wilhelmine Luise; 22 decembrie 1922 – 22 noiembrie 2011) a fost prințesă luxemburgheză, fiica Marii Ducese Charlotte de Luxemburg și a Prințului Felix de Bourbon-Parma. A fost sora mai mică a fostului suveran al Marelui Ducat de Luxemburg, Marele Duce Jean.

## Biografie
Prințesa Elisabeta s-a născut la Luxemburg și și-a petrecut copilăria în Quebec City în timpul celui de-al Doilea Război Mondial unde a studiat cu surorile ei la Collège Jésus-Marie de Sillery. De asemenea,. Împreună cu sora ei mai mică, Marie Adelaide, a urmat școala romano-catolică Woldingham. 
Născută Prințesă de Luxemburg, Prințesă de Nassau, Prințesă de Bourbon-Parma, ea s-a căsătorit la 9 mai 1956, la Luxemburg, cu Franz, Duce de Hohenberg (1927–1977). El a fost nepot al Arhiducele Franz Ferdinand de Austria rezultat din căsătoria morganatică a acestuia cu Sofia, Ducesă de Hohenberg. Amândoi au fost asasinați în 1914 la Sarajevo.
Elisabeta și Franz au avut doi copii:
- Prințesa Anna (Anita) de Hohenberg (n. 18 august 1958, Castelul Berg), căsătorită în 1978 cu Romée de La Poëze Conte d'Harambure (au divorțat în 1998), s-a recăsătorit în 2005 cu Andreas von Bardeau.
- Prințesa Sofia de Hohenberg (n. 10 mai 1960, Castelul Berg), căsătorită în 1983 cu Jean-Louis de Potesta.

După decesul soțului ei, Prințesa s-a întors la Luxemburg unde a și murit la vârsta de 88 de ani.